# Reitsportzentrum Hongkong
Koordinaten: 22° 23′ 53″ N, 114° 12′ 22″ O
Das Reitsportzentrum Hongkong ist eine Sportstätte in Hongkong und war der Austragungsort der Wettbewerbe im Springreiten, Dressurreiten und im Vielseitigkeitsreiten bei den Olympischen Sommerspielen 2008. Es gibt zwei verschiedene Areale: Shatin, wo Dressur- und Springreiten ausgetragen werden, und Beas River, wo die Geländestrecke des Vielseitigkeitsreitens liegt.

## Shatin
Die Wettkampfstätte für Dressur- und Springreiten ist eine 100 × 80 Meter große Sandarena, die wetterunabhängig genutzt werden kann. In ihr finden 18.000 Zuschauer Platz. Sie gehört zum Hong Kong Jockey Club und Penfold Park. Neben der Arena gibt es eine Aufwärmzone für die Pferde, ein Gebäude für die Wettkampfleitung, ein Areal zum Empfang von Prominenten, sowie Räumlichkeiten für die Stallburschen und neue Stallungen für rund 200 Pferde.

## Beas River
Die Geländestrecke des Vielseitigkeitsreiten liegt auf dem Gebiet des Beas River Country Club und des Hong Kong Golf Club und ist 5,7 Kilometer lang, sowie etwa 10 Meter breit. Zudem wird es Aufwärm- und Auslaufzonen geben sowie Stallungen für 80 Pferde.